# ウァウテル・プールス
ウァウテル・プールス（Wouter Poels、1987年10月1日 - ）は、オランダ、フェンライ出身の自転車競技（ロードレース）選手。「ワウト・プルス」、「ワウト・プールス」、「ワウト・ポエルス」とも表記される。

## 来歴

### 2006年
- フォンダス - P3トランスファー（現在のヴァカンソレイユ・DCM）と契約を結ぶ。

### 2008年
- ブエルタ・シクリスタ・ア・レオン 総合優勝

### 2011年
- ツール・ド・ポローニュ 総合4位
- ブエルタ・ア・エスパーニャ 総合17位 区間1勝

### 2012年
- ティレーノ〜アドリアティコ
  - 新人賞
  - 総合8位
- ツール・ド・ルクセンブルク 総合2位

### 2013年
- ティレーノ〜アドリアティコ 総合10位
- バスク一周 総合9位

### 2014年
- ストラーデ・ビアンケ 9位
- ティレーノ〜アドリアティコ 区間1勝（第1,チームTT)
- バスク一周 総合10位

### 2015年
- ティレーノ〜アドリアティコ 総合7位
- ツアー・オブ・ブリテン 総合2位
- ミラノ〜トリノ 5位

### 2016年
- ボルタ・ア・ラ・コムニタ・バレンシアナ　総合優勝
- フレッシュ・ワロンヌ 4位
- リエージュ〜バストーニュ〜リエージュ 優勝

### 2017年
- ツール・ド・ポローニュ 総合3位（第7ステージ優勝）

### 2018年
- ブエルタ・ア・アンダルシア　区間優勝（第2ステージ）
- パリ〜ニース　区間優勝（第4ステージ・個人タイムトライアル）
- ツアー・オブ・ブリテン　区間優勝（第6ステージ）

### 2019年
- ツアー・ダウンアンダー 総合3位
- クリテリウム・デュ・ドーフィネ　区間優勝（第7ステージ）

### 2022年
- ブエルタ・ア・アンダルシア  総合優勝（第4ステージ優勝）

### 2023年
- ツール・ド・フランス 区間優勝（第15ステージ）
- ブエルタ・ア・エスパーニャ 区間優勝（第20ステージ）